# L'isola tenebrosa
L'isola tenebrosa è un film muto italiano del 1916 diretto  e interpretato da Carlo Campogalliani.